# Драмонд (Ајдахо)
Драмонд (енгл. Drummond) град је у америчкој савезној држави Ајдахо.

## Демографија
По попису из 2010. године број становника је 16, што је 1 (6,7%) становника више него 2000. године.
| Група             | 2000.      | 2010.      |
| Белци             | 14 (93,3%) | 15 (93,8%) |
| Афроамериканци    | 0 (0,0%)   | 0 (0,0%)   |
| Азијати           | 0 (0,0%)   | 0 (0,0%)   |
| Хиспаноамериканци | 1 (6,7%)   | 0 (0,0%)   |
| Укупно            | 15         | 16         |